# Campeonato Europeo de Waterpolo Masculino de 2022
El XXXV Campeonato Europeo de Waterpolo Masculino se celebró en Split (Croacia) entre el 29 de agosto y el 10 de septiembre de 2022 bajo la organización de la Liga Europea de Natación (LEN) y la Federación Croata de Natación. Paralelamente se celebró el XIX Campeonato Europeo de Waterpolo Femenino.
Los partidos se realizaron en el Spaladium Arena de la ciudad croata. Compitieron en el evento 16 selecciones nacionales afiliadas a la LEN por el título europeo, cuyo anterior portador era el equipo de Hungría, ganador del Europeo de 2020.
La selección de Croacia conquistó el título europeo al vencer en la final al equipo de Hungría con un marcador de 9-10. El conjunto de España ganó la medalla de bronce en el partido por el tercer puesto contra el equipo de Italia.

## Grupos
| Grupo A    | Grupo B | Grupo C      | Grupo D   |
| ---------- | ------- | ------------ | --------- |
| Italia     | Grecia  | Rumanía      | Serbia    |
| Georgia    | Malta   | Alemania     | Hungría   |
| Eslovaquia | Francia | España       | Israel    |
| Montenegro | Croacia | Países Bajos | Eslovenia |

## Primera fase
- Todos los partidos en la hora local de Croacia (UTC+2).

El primer equipo de cada grupo pasa directamente a los cuartos de final. Los equipos clasificados en segundo y tercer puesto tienen que disputar primero la clasificación a cuartos.

### Grupo A
| Equipo     | J | G | E | P | GF | GC | DG  | PTS |
| ---------- | - | - | - | - | -- | -- | --- | --- |
| Italia     | 3 | 3 | 0 | 0 | 52 | 25 | +27 | 9   |
| Montenegro | 3 | 2 | 0 | 1 | 40 | 34 | +6  | 6   |
| Georgia    | 3 | 1 | 0 | 2 | 35 | 43 | -8  | 3   |
| Eslovaquia | 3 | 0 | 0 | 3 | 30 | 55 | -25 | 0   |

- Resultados

| Fecha | Hora  | Partido    | Partido | Partido    | Resultado |
| ----- | ----- | ---------- | ------- | ---------- | --------- |
| 29.08 | 10:30 | Georgia    | -       | Montenegro | 11-14     |
| 29.08 | 15:30 | Italia     | -       | Eslovaquia | 21-9      |
| 31.08 | 14:00 | Montenegro | -       | Eslovaquia | 18-10     |
| 31.08 | 17:00 | Italia     | -       | Georgia    | 18-8      |
| 02.09 | 10:30 | Georgia    | -       | Eslovaquia | 16-11     |
| 02.09 | 19:00 | Italia     | -       | Montenegro | 13-8      |

### Grupo B
| Equipo  | J | G | E | P | GF | GC | DG  | PTS |
| ------- | - | - | - | - | -- | -- | --- | --- |
| Croacia | 3 | 2 | 1 | 0 | 37 | 17 | +20 | 7   |
| Grecia  | 3 | 1 | 2 | 0 | 42 | 23 | +19 | 5   |
| Francia | 3 | 1 | 1 | 1 | 34 | 33 | +1  | 4   |
| Malta   | 3 | 0 | 0 | 3 | 19 | 59 | -40 | 0   |

- Resultados

| Fecha | Hora  | Partido | Partido | Partido | Resultado |
| ----- | ----- | ------- | ------- | ------- | --------- |
| 29.08 | 19:00 | Grecia  | -       | Francia | 12-12     |
| 29.08 | 21:00 | Malta   | -       | Croacia | 5-19      |
| 31.08 | 10:30 | Grecia  | -       | Malta   | 25-6      |
| 31.08 | 20:30 | Croacia | -       | Francia | 13-7      |
| 02.09 | 15:30 | Malta   | -       | Francia | 8-15      |
| 02.09 | 20:30 | Grecia  | -       | Croacia | 5-5       |

### Grupo C
| Equipo       | J | G | E | P | GF | GC | DG  | PTS |
| ------------ | - | - | - | - | -- | -- | --- | --- |
| España       | 3 | 3 | 0 | 0 | 44 | 25 | +19 | 9   |
| Países Bajos | 3 | 1 | 1 | 1 | 35 | 29 | +6  | 4   |
| Rumanía      | 3 | 1 | 1 | 1 | 32 | 32 | 0   | 4   |
| Alemania     | 3 | 0 | 0 | 3 | 16 | 41 | -25 | 0   |

- Resultados

| Fecha | Hora  | Partido      | Partido | Partido      | Resultado |
| ----- | ----- | ------------ | ------- | ------------ | --------- |
| 29.08 | 09:00 | Rumanía      | -       | España       | 9-16      |
| 29.08 | 17:00 | Alemania     | -       | Países Bajos | 6-13      |
| 31.08 | 12:00 | Países Bajos | -       | España       | 10-11     |
| 31.08 | 15:30 | Rumanía      | -       | Alemania     | 11-4      |
| 02.09 | 14:00 | Alemania     | -       | España       | 6-17      |
| 02.09 | 17:00 | Rumanía      | -       | Países Bajos | 12-12     |

### Grupo D
| Equipo    | J | G | E | P | GF | GC | DG  | PTS |
| --------- | - | - | - | - | -- | -- | --- | --- |
| Hungría   | 3 | 3 | 0 | 0 | 62 | 18 | +44 | 9   |
| Serbia    | 3 | 2 | 0 | 1 | 42 | 25 | +17 | 6   |
| Israel    | 3 | 1 | 0 | 2 | 16 | 46 | -30 | 3   |
| Eslovenia | 3 | 0 | 0 | 3 | 18 | 49 | -31 | 0   |

- Resultados

| Fecha | Hora  | Partido   | Partido | Partido   | Resultado |
| ----- | ----- | --------- | ------- | --------- | --------- |
| 29.08 | 12:00 | Serbia    | -       | Israel    | 18-3      |
| 29.08 | 14:00 | Hungría   | -       | Eslovenia | 23-7      |
| 31.08 | 09:00 | Eslovenia | -       | Israel    | 5-9       |
| 31.08 | 19:00 | Serbia    | -       | Hungría   | 7-16      |
| 02.09 | 09:00 | Hungría   | -       | Israel    | 23-4      |
| 02.09 | 12:00 | Serbia    | -       | Eslovenia | 17-6      |

## Fase final
- Todos los partidos en la hora local de Croacia (UTC+2).

|  | Clasif. a cuartos | Clasif. a cuartos |            |         | Cuartos de final | Cuartos de final |        |              | Semifinales     | Semifinales     |  |  | Final            | Final            |
|  | 4 de septiembre   | 4 de septiembre   |            |         | 6 de septiembre  | 6 de septiembre  |        |              | 8 de septiembre | 8 de septiembre |  |  | 10 de septiembre | 10 de septiembre |
|  |                   |                   |            |         |                  |                  |        |              |                 |                 |  |  |                  |                  |
|  |                   |                   |            |         |                  |                  |        |              |                 |                 |  |  |                  |                  |
|  |                   |                   |            |         |                  |                  |        |              |                 |                 |  |  |                  |                  |
|  | Hungría           | 11                |            |         |                  |                  |        |              |                 |                 |  |  |                  |                  |
|  | Hungría           | 11                | Montenegro | 13      |                  |                  |        |              |                 |                 |  |  |                  |                  |
|  |                   | Montenegro        | Montenegro | 13      | 8                |                  |        |              |                 |                 |  |  |                  |                  |
|  | Rumanía           | Montenegro        | 8          |         | 8                | Hungría          | 10     |              |                 |                 |  |  |                  |                  |
|  | Rumanía           |                   | 8          |         |                  | Hungría          | 10     |              |                 |                 |  |  |                  |                  |
|  |                   |                   |            | España  | 8                |                  |        |              |                 |                 |  |  |                  |                  |
|  | España            | 9                 |            | España  | 8                |                  |        |              |                 |                 |  |  |                  |                  |
|  | España            | 9                 | Grecia     | 22      |                  |                  |        |              |                 |                 |  |  |                  |                  |
|  |                   | Grecia            | Grecia     | 22      | 5                |                  |        |              |                 |                 |  |  |                  |                  |
|  | Israel            | Grecia            | 9          |         | 5                | Hungría          | 9      |              |                 |                 |  |  |                  |                  |
|  | Israel            |                   | 9          |         |                  | Hungría          | 9      |              |                 |                 |  |  |                  |                  |
|  |                   |                   |            | Croacia | 10               |                  |        |              |                 |                 |  |  |                  |                  |
|  | Croacia           | 15                |            | Croacia | 10               |                  |        |              |                 |                 |  |  |                  |                  |
|  | Croacia           | 15                | Georgia    | 12      |                  |                  |        |              |                 |                 |  |  |                  |                  |
|  |                   | Georgia           | Georgia    | 12      | 5                |                  |        |              |                 |                 |  |  |                  |                  |
|  | Países Bajos      | Georgia           | 8          |         | 5                | Croacia          | 11     | Tercer lugar | Tercer lugar    |                 |  |  |                  |                  |
|  | Países Bajos      |                   | 8          |         |                  | Croacia          | 11     | Tercer lugar | Tercer lugar    |                 |  |  |                  |                  |
|  |                   |                   |            | Italia  | 10               |                  |        |              |                 |                 |  |  |                  |                  |
|  | Italia            | 16                |            | Italia  | 10               |                  |        |              |                 |                 |  |  |                  |                  |
|  | Italia            | 16                | Francia    | 10      |                  |                  | España | 7            |                 |                 |  |  |                  |                  |
|  |                   | Francia           | Francia    | 10      | 8                |                  | España | 7            |                 |                 |  |  |                  |                  |
|  | Serbia            | Francia           | 9          |         | 8                | Italia           | 6      |              |                 |                 |  |  |                  |                  |
|  | Serbia            |                   | 9          |         |                  | Italia           | 6      |              |                 |                 |  |  |                  |                  |

### Clasificación a cuartos de final
| Fecha | Hora  | Partido    | Partido | Partido      | Resultado |
| ----- | ----- | ---------- | ------- | ------------ | --------- |
| 04.09 | 15:00 | Montenegro | -       | Rumanía      | 13-8      |
| 04.09 | 16:30 | Georgia    | -       | Países Bajos | 12-8      |
| 04.09 | 19:00 | Grecia     | -       | Israel       | 22-9      |
| 04.09 | 20:30 | Francia    | -       | Serbia       | 10-9      |

### Cuartos de final
| Fecha | Hora  | Partido | Partido | Partido    | Resultado |
| ----- | ----- | ------- | ------- | ---------- | --------- |
| 06.09 | 15:00 | Hungría | -       | Montenegro | 11-8      |
| 06.09 | 16:30 | Italia  | -       | Francia    | 16-8      |
| 06.09 | 19:00 | España  | -       | Grecia     | 9-5       |
| 06.09 | 20:30 | Croacia | -       | Georgia    | 15-5      |

### Semifinales
| Fecha | Hora  | Partido | Partido | Partido | Resultado |
| ----- | ----- | ------- | ------- | ------- | --------- |
| 08.09 | 18:00 | Hungría | -       | España  | 10-8      |
| 08.09 | 20:30 | Croacia | -       | Italia  | 11-10     |

### Tercer lugar
| Fecha | Hora  | Partido | Partido | Partido | Resultado |
| ----- | ----- | ------- | ------- | ------- | --------- |
| 10.09 | 18:00 | España  | -       | Italia  | 7-6       |

### Final
| Fecha | Hora  | Partido | Partido | Partido | Resultado |
| ----- | ----- | ------- | ------- | ------- | --------- |
| 10.09 | 20:30 | Hungría | -       | Croacia | 9-10      |

### Partidos de clasificación
- Puestos 13.º a 16.º

| Fecha | Hora  | Partido    | Partido | Partido   | Resultado |
| ----- | ----- | ---------- | ------- | --------- | --------- |
| 04.09 | 10:00 | Eslovaquia | -       | Alemania  | 7-18      |
| 04.09 | 11:30 | Malta      | -       | Eslovenia | 13-9      |

- Puestos 9.º a 12.º

| Fecha | Hora  | Partido      | Partido | Partido | Resultado |
| ----- | ----- | ------------ | ------- | ------- | --------- |
| 06.09 | 12:00 | Rumanía      | -       | Israel  | 11-10     |
| 06.09 | 13:30 | Países Bajos | -       | Serbia  | 11-12     |

- Puestos 5.º a 8.º

| Fecha | Hora  | Partido    | Partido | Partido | Resultado |
| ----- | ----- | ---------- | ------- | ------- | --------- |
| 08.09 | 14:00 | Montenegro | -       | Grecia  | 12-14     |
| 08.09 | 15:30 | Georgia    | -       | Francia | 5-7       |

15.º lugar
| Fecha | Hora  | Partido    | Partido | Partido   | Resultado |
| ----- | ----- | ---------- | ------- | --------- | --------- |
| 06.09 | 09:00 | Eslovaquia | -       | Eslovenia | 11-5      |

13.º lugar
| Fecha | Hora  | Partido  | Partido | Partido | Resultado |
| ----- | ----- | -------- | ------- | ------- | --------- |
| 06.09 | 10:30 | Alemania | -       | Malta   | 14-11     |

11.º lugar
| Fecha | Hora  | Partido | Partido | Partido      | Resultado |
| ----- | ----- | ------- | ------- | ------------ | --------- |
| 08.09 | 10:00 | Israel  | -       | Países Bajos | 7-17      |

Noveno lugar
| Fecha | Hora  | Partido | Partido | Partido | Resultado |
| ----- | ----- | ------- | ------- | ------- | --------- |
| 08.09 | 11:30 | Rumanía | -       | Serbia  | 1-17      |

Séptimo lugar
| Fecha | Hora  | Partido    | Partido | Partido | Resultado |
| ----- | ----- | ---------- | ------- | ------- | --------- |
| 10.09 | 14:00 | Montenegro | -       | Georgia | 14-11     |

Quinto lugar
| Fecha | Hora  | Partido | Partido | Partido | Resultado |
| ----- | ----- | ------- | ------- | ------- | --------- |
| 10.09 | 15:30 | Grecia  | -       | Francia | 10-8      |

## Medallero
| Croacia | Hungría | España |
| Andrija Bašić Marko Bijač Matias Biljaka Luka Bukić Rino Burić Loren Fatović Konstantin Kharkov Ivan Krapić Filip Kržić Franko Lazić Jerko Marinić Kragić Toni Popadić Josip Vrlić Ivan Domagoj Zović Marko Žuvela | György Ágh Dániel Angyal Gergely Burián Gergő Fekete Szilárd Jansik Ákos Konarik Márton Lévai Krisztián Manhercz Erik Molnár Ádám Nagy Toni Josef Német Viktor Vadovics Vendel Vigvári Soma Vogel Gergő Zalánki | Unai Aguirre Alberto Barroso Macarro Alejandro Bustos Sánchez Sergi Cabañas Pegado Martin Faměra Álvaro Granados Ortega Marc Larumbe Gonfaus Eduardo Lorrio Alberto Munárriz Nikolas Paul García Felipe Perrone Bernat Sanahuja Roger Tahull Miguel de Toro Francisco Valera Calatrava |
| Ivica Tucak (seleccionador) | Zsolt Varga (seleccionador) | David Martín Lozano (seleccionador) |

Fuente: 

## Estadísticas

### Clasificación general
| 1. Croacia       |
| 2. Hungría       |
| 3. España        |
| 4. Italia        |
| 5. Grecia        |
| 6. Francia       |
| 7. Montenegro    |
| 8. Georgia       |
| 9. Serbia        |
| 10. Rumanía      |
| 11. Países Bajos |
| 12. Israel       |
| 13. Alemania     |
| 14. Malta        |
| 15. Eslovaquia   |
| 16. Eslovenia    |

### Máximos goleadores
| N.º | Nombre                  | Selección  | Goles | Tiros | %      | Partidos jugados |
| --- | ----------------------- | ---------- | ----- | ----- | ------ | ---------------- |
| 1   | Tudor-Andrei Fulea      | Rumanía    | 19    | 40    | 47,5 % | 6                |
| 2   | Kanstantsin Averka      | Montenegro | 18    | 37    | 48,6 % | 7                |
| 3   | Krisztián Manhercz      | Hungría    | 17    | 26    | 65,4 % | 6                |
| 4   | Álvaro Granados Ortega  | España     | 16    | 39    | 41,0 % | 6                |
| 5   | Radomir Drašović        | Serbia     | 15    | 26    | 57,7 % | 6                |
| 5   | Stylianos Argyropulos   | Grecia     | 15    | 31    | 48,4 % | 7                |
| 5   | Francesco Di Fulvio     | Italia     | 15    | 37    | 40,5 % | 6                |
| 8   | Jerko Marinić Kragić    | Croacia    | 14    | 32    | 43,8 % | 6                |
| 8   | Ronen Gros              | Israel     | 14    | 33    | 42,4 % | 6                |
| 8   | Konstantinos Yeniduniás | Grecia     | 14    | 35    | 40,0 % | 7                |

Fuente: 